# Tadeusz Krzysztoforski
Tadeusz Roman Krzysztoforski (ur. 28 lutego 1882 w Krośnie, zm. ?) – sędzia Sądu Najwyższego, major Korpusu Sądowego Wojska Polskiego II Rzeczypospolitej. 

## Życiorys
Był synem Antoniego i Anny. Studia ukończył na Wydziale Prawa Uniwersytetu Jagiellońskiego. W 1914 roku został powołany do armii austriackiej jako oficer. Służbę pełnił do 1918 roku. W listopadzie 1918 roku przez niespełna miesiąc pełnił w stopniu porucznika funkcję prokuratora wojskowego w Krakowie. Następnie przeszedł do rezerwy. Ponownie wstąpił do Wojska Polskiego w lipcu 1920 roku i pełnił służbę w Sądzie Wojskowym Okręgu Generalnego "Warszawa". Początkowo w stopniu porucznika, a już od października 1920 roku w stopniu kapitana Korpusu Sądowego. Pod koniec stycznia 1921 roku został przeniesiony do Komisji Wojskowej w Nadzwyczajnej Komisji Rekwizycyjnej przy Sejmie, skąd 31 grudnia 1921 roku przeszedł do rezerwy. W 1922 roku został zweryfikowany w stopniu majora ze starszeństwem z 1 czerwca 1919 roku w korpusie oficerów rezerwy sądowych. W latach 1924–1925 był prokuratorem Sądu Apelacyjnego w Katowicach. Prokurator sądu okręgowego w Bydgoszczy 12 marca 1930 roku mianowany wiceprokuratorem Sądu Najwyższego. W 1932 roku uzyskał nominację na sędziego Sądu Najwyższego. Nie brał udziału w kampanii wrześniowej.

## Ordery i odznaczenia
- Złoty Krzyż Zasługi (23 czerwca 1927)[3]